# این را به زنبورها بگو
این را به زنبورها بگو (به انگلیسی: Tell It to the Bees)، یک فیلم انگلیسی در ژانر درام رمانتیک به کارگردانی آنابل جنکل است که در سال ۲۰۱۹ منتشر شد. فیلم‌نامه این فیلم توسط هنریات و جسیکا اشورث بر اساس رمانی به همین نام نوشته فیونا شاو به رشته تحریر درآمده است. آنا پاکوین، هالیدی گرینجر، آمون الیوت و کیت دیکی ستارگان فیلم هستند.
این را به زنبورها بگو نخستین بار در تاریخ ۹ سپتامبر ۲۰۱۸ در جشنواره بین‌المللی فیلم تورنتو به وری پرده رفت که با استقبال متوسطی از سوی منتقدان مواجه شد. فیلم اکران رسمی خود را از تاریخ ۹ ژوئن ۲۰۱۹ در انگلستان آغاز کرد.

## بازیگران
- آنا پاکوین
- هالیدی گرینجر
- آمون الیوت
- کیت دیکی